# Secrétaire en chef de Tobago
Le Secrétaire en chef de Tobago (Chief secretary of Tobago en anglais) est le chef du gouvernement de Tobago, territoire  autonome de Trinité-et-Tobago.

## Histoire
La fonction est créée en décembre 1980. Le secrétaire en chef est nommé par le président de Trinité-et-Tobago sur proposition de l'Assemblée de Tobago, envers laquelle il demeure responsable.